# 우아브르 전투
우아브르 전투(Battle of Wavre)는 백일천하 전역과 나폴레옹 전쟁의 마지막 주요 군사 행동이었다. 1815년 6월 18일부터 19일까지 요한 폰 틸만 장군(참모장은 카를 폰 클라우제비츠)이 지휘하는 프로이센 제3군단 후위대와 에마뉘엘 드 그루시 원수가 지휘하는 프랑스군 3개 군단이 전투를 벌였다. 이 저지전은 33,000명의 프랑스군이 워털루에 도달하는 것을 막았고, 따라서 워털루에서 나폴레옹이 패배하는 데 기여했다.

## 배경
이틀 전 리니 전투에서 패배한 후, 프로이센군은 질서정연하게 북쪽으로 퇴각하여 우아브르에서 집결했다. 웰링턴의 영국-동맹군은 카트레브라 전투에서 전술적 승리를 거두었지만, 리니에서 프로이센군을 지원할 수 없었고 북쪽으로, 워털루의 방어 진지로 퇴각했다. 나폴레옹은 주력군을 웰링턴을 추격하는 데 사용했고, 33,000명의 병력과 80문의 대포로 구성된 북부군(L'Armée du Nord)의 우익을 이끌고 퇴각하는 프로이센군을 추격하도록 그루시에게 보냈다.
전투 서열의 프랑스군은 다음과 같다:
- 제3군단 (도미니크 방담 장군)
  - 보병 17,099명 – 대포 38문
- 제4군단 (에티엔 모리스 제라르 장군)
  - 보병 15,013명 – 대포 38문
- 제2기병군단 (레미 엑셀망 장군)
  - 보병 3,392명 – 대포 12문
- 제4기병사단 (후사르) (피에르 술트 장군)
  - 보병 1,485명 – 제1기병군단에서 파견된 대포 8문
  - 예비군에서 기병 5,000명

그루시는 리니 이후 추격에 늦었고, 이로 인해 블뤼허 공작은 큰 방해 없이 우아브르로 후퇴하여 군대를 재편성한 다음, 그의 4개 군단 중 3개를 이끌고 웰링턴의 영국-동맹군에 합류하기 위해 워털루로 측면 행군을 할 수 있었다. 남은 군단은 17,000명의 병력과 48문의 대포를 가진 프로이센 제3군단(틸만 군단)으로, 프랑스군이 대규모로 나타나지 않는 한 우아브르에 소규모 후위대를 남기고 다른 3개 군단을 따라갈 예정이었고, 프랑스군이 대규모로 나타나면 프로이센군의 주력이 접근하는 것을 저지할 예정이었다.

## 서막

### 프랑스군 진지
그루시 원수는 장블루에 도미니크 방담 장군이 지휘하는 제3군단과 에티엔 모리스 제라르 장군이 지휘하는 제4군단과 함께 있었다. 파졸이 지휘하는 제4기병사단과 테스테(로바우 군단 소속)가 지휘하는 제21보병사단이 그의 병력의 나머지를 구성했다. 6월 17일 파졸의 기병이 실시한 정찰 결과 프로이센군이 나뮈르를 떠난 것을 확인했다.

### 프랑스군 이동

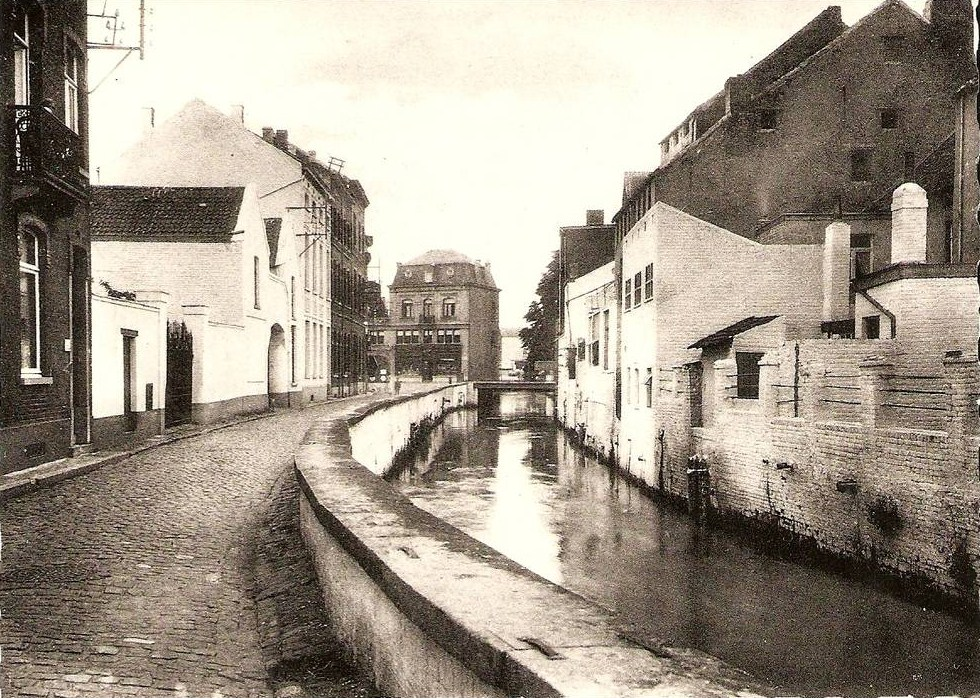
우아브르의 디유강 (20세기 초).

1815년 6월 18일 약 06:00, 그루시는 나폴레옹에게 프로이센군이 밤새 행군하여 투린을 떠났다고 보고했다. 그는 또한 우아브르로 전속력으로 이동하고 있다고 보고했다. 10:00, 그루시는 나폴레옹에게 프로이센 제1, 제2, 그리고 (잘못하여) 제3군단이 브뤼셀 방향으로 행군하고 있으며, 프로이센 장교들이 프랑스군과 전투를 벌이기 위해 웰링턴과 합류하는 것에 대해 이야기하고 있다고 보고했다. 그의 보고서에는 증거로 프로이센군의 징발 양식이 포함되어 있었다. 그는 우아브르를 공격하고 방어함으로써 프로이센군이 프랑스군 나머지 병력에 개입하는 것을 막을 수 있다고 제안했다. 11:30, 그루시와 그의 군단 지휘관들은 멀리서 워털루 전투가 시작되면서 대포의 소음을 들었다. 그루시의 군단 지휘관들, 특히 제라르는 "대포 소리가 나는 곳으로 행군해야 한다"고 제안했다. 그러나 그루시는 나폴레옹으로부터 우아브르로 행군하여 그곳에서 프로이센군과 교전하라는 서면 및 구두 명령을 받았고, 네이 원수가 이틀 전 카트레브라 전투에서 명령을 따르지 않아 나폴레옹에게 질책을 받았다는 것을 알고 있었다. 따라서 그루시는 부하들의 제안을 따르기를 거부하며, 나폴레옹은 웰링턴을 상대하기에 충분한 병력을 가지고 있다고 지적했다. 이 대화가 있은 지 몇 분 후, 엑셀망은 우아브르에서 5 km (3.1 mi) 떨어진 곳에 강력한 프로이센군 진지가 있다고 보고했다. 13:00, 엑셀망의 기병대 일부가 프로이센 제14여단 후위대와 접촉했다. 16:00에 나폴레옹으로부터 그루시에게 그의 앞에 있는 프로이센군을 공격하라는 지시를 반복하는 또 다른 명령이 도착하면서 더 이상의 논쟁은 끝났다.

### 프로이센군 이동
블뤼허는 그루시 원수가 대규모로 진격할 경우 틸만에게 우아브르 진지를 방어하라고 명령했거나, 그렇지 않을 경우 주력 프로이센군을 따라 쿠튀르생제르맹과 워털루 전장 방향으로 이동하라고 명령했다. 틸만은 쿠튀르생제르맹으로 행군하기 위해 우아브르를 떠나려던 참에 프랑스 제3군단(방담의)이 그의 진지 앞에 약 16:00에 도착했고, 프랑스 포병은 즉시 프로이센군에 포격을 시작했다.
당시 프로이센 제3군단(틸만)의 모든 여단(제9, 제10, 제11, 제12)은 우측(서쪽)으로의 총 이동을 시작하라는 명령을 받았다. 아직 딜강을 건너지 않은 제9여단 소속의 제30연대와 제1쿠르마르크 향토방위군 푸질리에 대대(지휘관 체펠린 대령)의 2개 대대만 우아브르에 남아 주둔하게 되어 있었다. 제12여단은 이미 완전 행군 대형이었고, 제11여단은 막 이동을 시작했다.
제9여단을 지휘하던 보르케 장군이 지시를 이행하기 위해 우아브르로 후퇴했을 때, 그는 이미 다리가 바리케이드로 막혀 있는 것을 발견했고, 따라서 그의 여단과 함께 바스-우아브르 (우아브르에서 동쪽으로, 하류로 약간 떨어진 곳)로 향했다. 이 지점에서 딜강을 건넌 후, 그는 마이오르 디트푸르트가 지휘하는 제8연대 푸질리에 대대와 제30연대 제1대대 저격수들로 구성된 분견대를 그곳에 남겨두고 즉시 다리를 파괴하도록 지시했다. 그런 다음 그는 제30연대 제2대대와 그의 쿠르마르크 향토방위군 기병대 2개 대대를 우아브르의 체펠린에게 증원으로 파견했다. 그의 여단의 나머지 병력과 함께 그는 계속해서 행군했다.
그 동안, 프랑스군 티라이외르들이 반대편 고지대에 걸쳐 있는 것이 관찰되었고, 그들 뒤에서는 상당한 규모의 프랑스군 부대가 진격하는 것으로 보였다. 프로이센군에게는 프랑스군이 강을 건너는 것을 강행하려 한다는 것이 곧 명백해졌다.

### 프로이센군의 준비 및 배치
틸만은 프랑스군의 추격에 나타난 활력 부족과 프랑스군이 무스티, Limelette, 그리고 리말에서 딜강을 건너는 것을 확보하려 하지 않은 것으로 미루어 보아, 브뤼셀로 향하는 이 길을 따라 이동하여 약간의 불안감을 조성하려는 의도로 약한 분견대가 우아브르로 진격하고 있다고 판단했다. 그는 지금까지 블뤼허가 지시한 대로 몇몇 대대로 우아브르를 점령하는 것으로 충분할 것이라고 생각했지만, 이제 그는 그의 지시에 따라 우아브르 진지를 유지해야 할 순간이 도래했음을 분명히 보았다. 이에 따라 그는 이 목적을 위해 그의 전체 군단에게 정지를 명령했다.
우아브르 시는 딜강의 좌안(북쪽)에 위치하며, 강 건너편에 교외가 있고, 당시에는 두 개의 석조 다리로 연결되어 있었다. 이 다리 중 주된 다리는 도시의 중앙으로 연결되었고, 작은 다리는 도시의 상류 끝으로 연결되었다. 강 상류의 비르주 제분소, 리말, 그리고 리믈레트에는 목조 다리가 있었다. 바스-우아브르의 하류에는 목조 다리가 있었다. 딜강은 깊지 않았지만, 지난 24시간 동안 내린 폭우로 인해 불어났다.
계곡 양쪽의 낮은 고지는 여러 곳이 숲으로 덮여 있었다. 우측 제방의 고지는 일반적으로 더 높지만, 좌측 제방의 고지는 경사가 더 가파르고, 강과 그 통로를 더 잘 지휘할 수 있는 위치를 제공한다. 나뮈르에서 브뤼셀로 가는 가장 짧은 길은 도시를 통과하며, 그 외에도 모든 병력이 이동할 수 있는 수많은 교차로가 있었다. 수많은 골짜기가 인근 지역의 두드러진 특징이며, 이 골짜기들은 비로 인해 진흙탕이 되어 부대 이동에 불리했다.
진지는 다음과 같이 점령되었다.
- 제12여단(슈툴프나겔 대령)은 제20기마포병대와 함께 비에르주 후방의 고지에 배치되었다. 이 마을 앞의 다리는 바리케이드로 막혔고, 제분소는 다리 방어를 위해 점령되었다.
- 제10여단(캠프펜 대령)은 우아브르 후방의 고지에 위치했으며, 그 우측은 제12여단과 그 사이에 있는 숲에 접해 있었다.
- 제11여단(루스 대령)은 브뤼셀 도로를 가로질러 대형을 이루었다.
- 예비 기병대는 La Bawette(네덜란드어판) 근처에 소대 종대로 배치되었다.[e]
- 포병은 고지대에 분산 배치되었다. 제18기마포병대는 예비대로 남아 있었다.[14]

우아브르 시의 교외 중 우측(즉, 남쪽) 제방에 위치한 곳은 경보병만 점령했다. 큰 다리는 시간과 상황이 허락하는 한 바리케이드로 막혔다. 강 좌안에 인접한 주택들은 서둘러 총안을 냈다. 작은 다리는 완전히 개방된 채로 남아 있었다. 보른슈타트 소령 지휘하의 경보병 두 개 중대 분견대가 바스-우아브르의 다리 병력을 증원하기 위해 파견되었다.
틸만은 제9여단이 그의 군대 배치 후방에 배치되어 상황에 따라 그들의 역량을 활용할 수 있도록 할 예정이었다. 그러나 명령 전달 과정의 오해로 인해 보르케 장군은 브뤼셀 도로를 따라 라 바베트 근처까지 이동한 후, 좌회전하여 원래 지시대로 프로몽 , 부르주아, 그리고 생람베르 방향으로 쿠튀르생제르맹을 향해 계속 행군하게 되었다. 그는 전체 군단이 이미 일반 계획에 따라 이 행군을 시작했으며, 그의 여단이 이 움직임을 엄호하기 위한 것이라고 생각했다.
여단의 출발은 즉시 발견되지 않았다. 이 오해로 인해 틸만의 병력은 예상치 못하게 6개 대대와 제18보병포병대의 감소를 겪었다. 따라서 그의 병력은 총 15,200명에 불과했으며, 이 병력으로 그는 총 33,765명에 달하는 그루시 원수의 병력과 맞서야 했다.
동시대 영국 역사가인 윌리엄 시보르네의 견해에 따르면, 틸만의 위치는 분명히 매우 유리했으며, 그 점령은 매우 능숙하게 계획되었다. 공격이 어떻게 이루어질지는 예측할 수 없었다. 즉, 특정 다리 하나를 목표로 할지, 아니면 전체 전선을 강습할 목적으로 모든 다리를 목표로 할지 알 수 없었다. 따라서 틸만은 도시와 강 전선의 점령을 갑작스러운 공격을 견딜 수 있을 만큼의 경보병으로 제한하고, 이를 위해 즉각적인 지원을 가까이에 두었다. 그러나 그는 주력 병력인 예비대를 어느 지점에서든 압박을 받을 때 사용할 수 있도록 배치했다. 프랑스군이 나중에 그랬듯이 훨씬 우세한 병력을 전개한다면, 이는 측면 공격에 대비하는 데 도움이 될 것이다.

## 전투

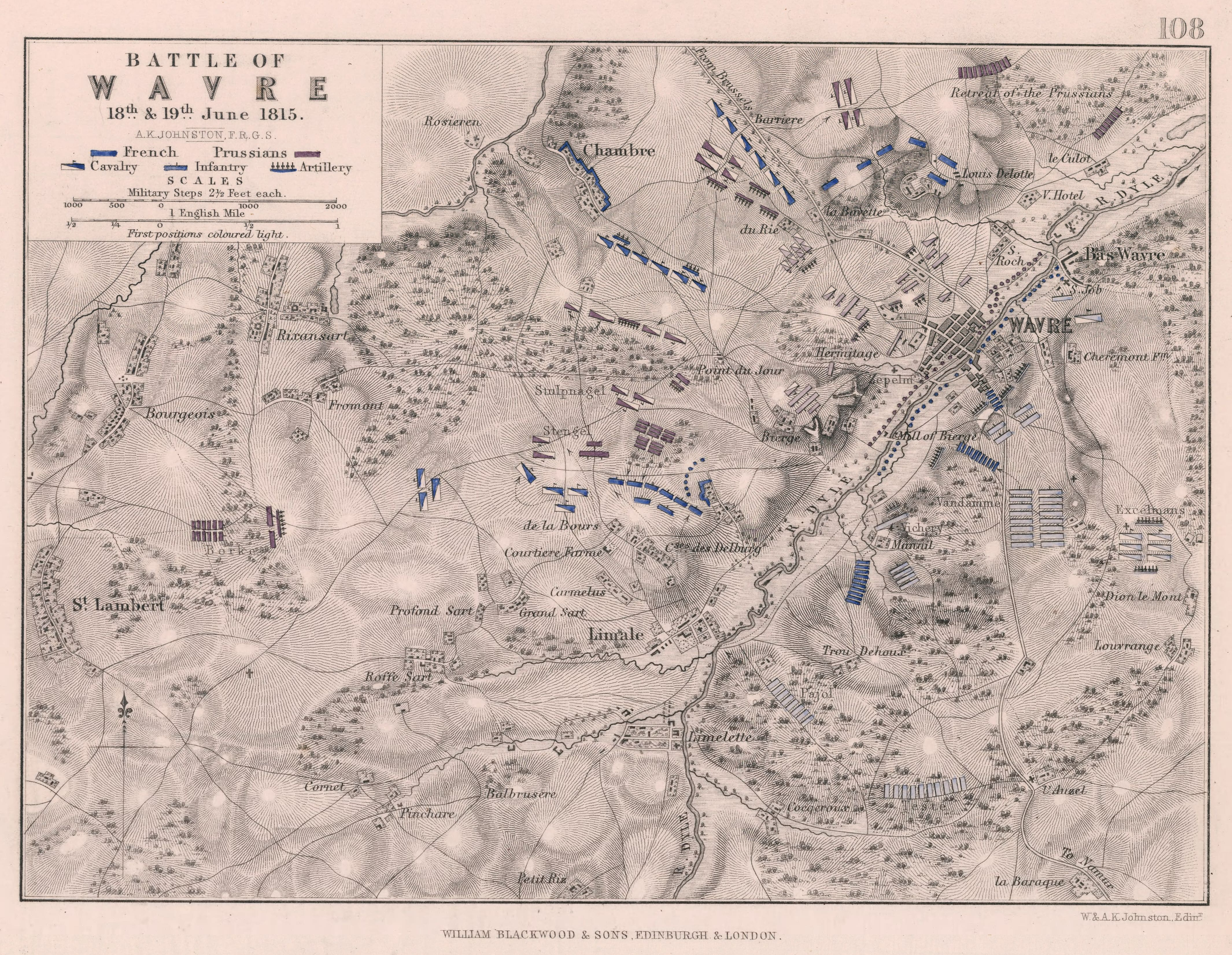
우아브르 전투 상세 지도, 1815년 6월 18일-19일 (앨리슨 유럽사 지도책)

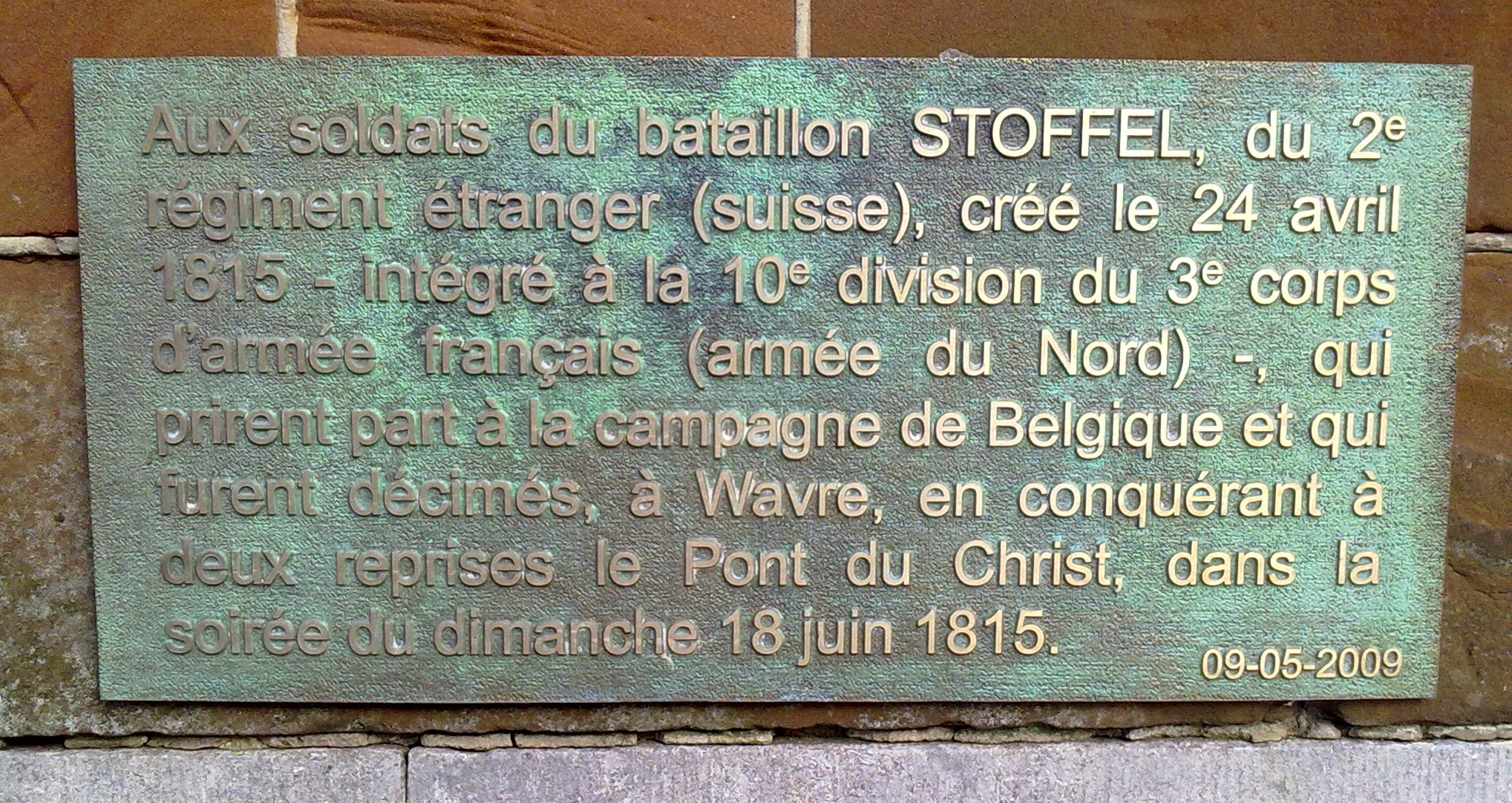
1815년 전투 기념 명판, 우아브르 딜강 다리.

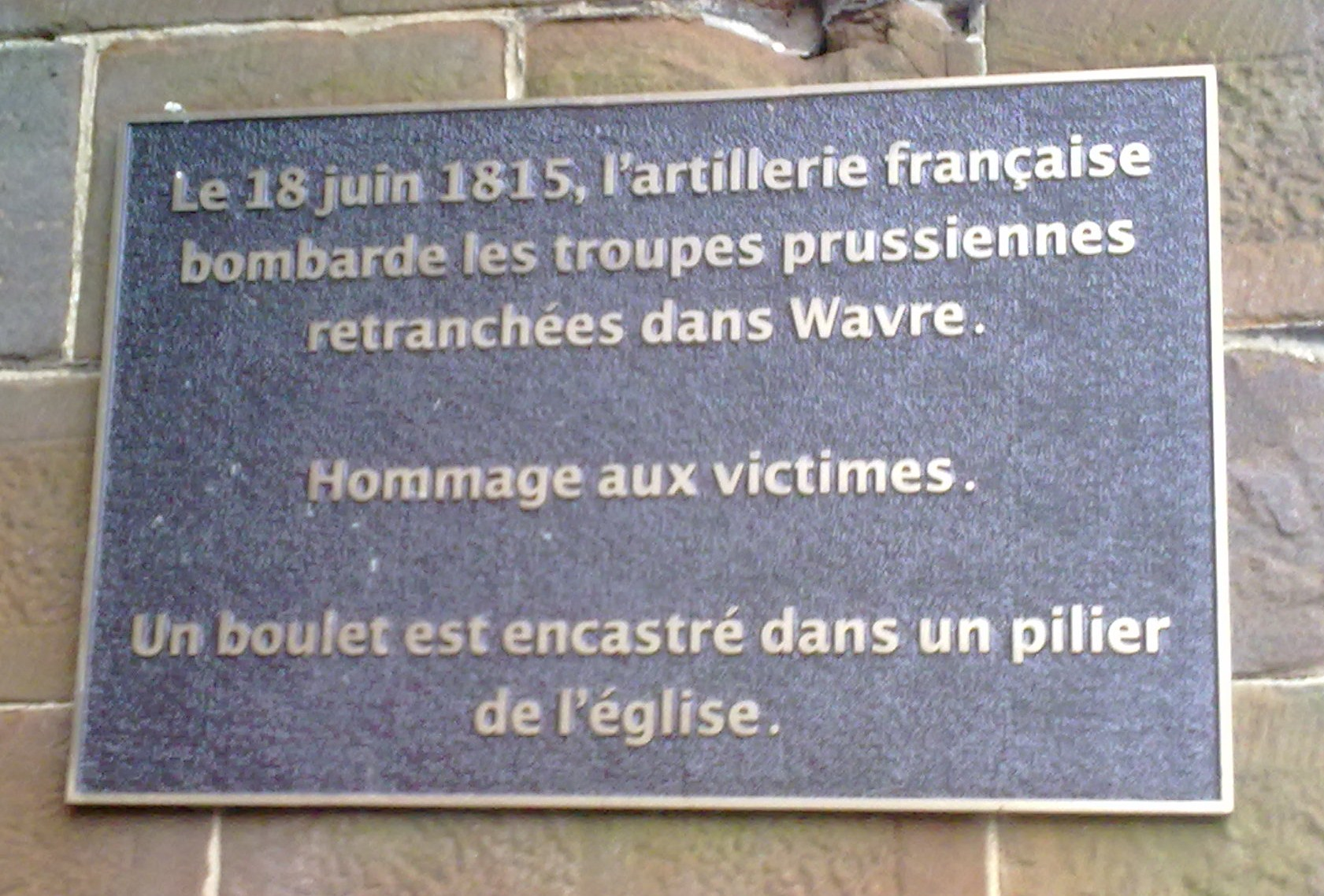
우아브르 성 요한 세례자 교회 명판

6월 18일 늦은 오후, 나폴레옹이 워털루에서 웰링턴과 치열하게 교전하는 동안, 그루시는 제라르 장군과 방담 장군의 군단을 지휘하며 우아브르와 리말 마을 사이의 딜 강을 건너 자신을 대치하고 있는 프로이센군을 공격할 준비를 했다.
방담 장군은 16:00에 우아브르 전투를 시작하며 3개의 포대를 전개한 후, 아베르 사단을 움직여 신속한 돌격으로 다리를 점령하려 했다. 술트 원수의 워털루로 이동하라는 명령을 막 받은 그루시 원수는 엑셀망 기병대와 보병 대대 하나를 바스-우아브르의 다리로 보내고, 르폴 사단은 비에르주의 다리로 이동시켰다. 제1쿠르마르크 향토방위군 연대 소속 푸질리에 대대는 프랑스군의 포격 아래 다리에서 목재를 제거하고 다리를 수리하려는 모든 시도에 반격하며 비에르주 다리를 방어했다. 쿠르마르크 병사들은 한동안 우아브르의 석조 다리 우안을 점령하여 방담의 병력에게 귀중한 시간을 낭비하게 했다. 일단 이 작업이 완료되자 프랑스군은 다리를 건너 격렬한 시가전으로 돌입했다. 제2쿠르마르크 향토방위군 연대 소속 대대가 제1대대를 지원하기 위해 이동하여 프랑스군을 다시 다리 건너편으로 밀어냈다. 프랑스군의 새로운 공격은 같은 거리를 더 깊숙이 침투했지만, 제1쿠르마르크 향토방위군과 제30보병연대 푸질리에 병사들의 근거리 머스켓 사격에 측면에서 매복 공격을 받았다. 총검 돌격으로 프랑스군은 다시 다리 건너편으로 혼란스럽게 후퇴했다. 이 일진일퇴의 전투는 밤새 계속되었다. 이후 프랑스군의 우아브르 공격은 더 이상 성공을 거두지 못했다. 프로이센군은 다리에 또 다른 대대와 대포 3문을 배치했다. 바스-우아브르의 다리는 프로이센군에 의해 파괴되었다. 르폴의 비에르주 다리 공격은 더 이상 성공을 거두지 못했는데, 이는 진흙탕 지형과 제2대대와 기마포대의 지원을 받는 프로이센 제31선보병연대의 강인한 방어에 방해를 받았기 때문이다. 스텐겔 지휘하의 3개 소규모 대대와 3개 기병대대는 서쪽에 있는 리말의 다리를 방어해야 했다.
술트 원수의 13:00 편지는 그루시에게 나폴레옹에 신속히 합류하여 뷜로우를 공격하라는 명령을 담고 있었는데, 이 편지는 18:00 이후에 도착했다. 그루시는 즉시 추가 사단을 소집하여 리말로 향했고, 23:00에 도착하여 파졸의 기병대가 그곳의 다리를 강제로 건넌 것을 발견했다. 프로이센 정찰 기병대가 강력한 프랑스군 부대가 리말로 이동하는 것을 감지했고, 프로이센 제12여단은 이 지역에 엄호 부대를 이동시켰다. 프로이센군은 총검 돌격으로 리말을 재탈환하려 했지만, 성공하지 못했다. 밤이 되면서 우아브르 전투의 주요 교전은 끝났지만, 밤새도록 전초기지 간에 사격이 이어졌다.
대략 20:00경 워털루에서의 프랑스군 공격은 좌익, 중앙, 우익이 몇 분 만에 무너지면서 돌이킬 수 없는 패배를 맞이했다. 그루시는 그때 이미 딜 강을 건너 있었지만, 그 동안 북부군 잔당은 프랑스 영토의 상상된 안전지대를 향해 남쪽으로 흩어지고 있었다.
새벽에 전투가 다시 시작되었다. 리말 남쪽 숲은 09:00까지 점령되었다. 틸만은 다른 곳에서의 전투로 전역의 승패가 결정되었으므로 퇴각을 선택했다. 워털루에서의 승리에 대한 최종 보고는 틸만이 퇴각을 시작한 10:00에 그에게 도착했다.
프로이센군의 퇴각을 지켜보던 그루시는 브뤼셀을 향한 계획된 이동을 시작하려던 참에 10:30에 나폴레옹이 패배했다는 소식을 들었다. 충격을 받았지만, 그루시는 자신이 갇혀 전 병력이 전멸할 위험에 처해 있음을 깨달았다. 그는 즉시 엑셀망에게 기병대를 이동시켜 다리를 확보하고 강행군으로 파리로 퇴각하기 시작했다. 승리한 프랑스군은 불과 30분 동안 전장을 점령했다.

## 결론
전투는 프로이센군이 퇴각하고 그루시가 동쪽으로 향하는 프로이센군의 통신선을 확실히 차단하는 프랑스의 전술적 승리로 끝났지만, 이 승리는 나폴레옹이 워털루에서 패배하면서 공허하게 되었다. 프로이센군은 블뤼허가 50,000명의 병력을 워털루에서 웰링턴에게 지원할 수 있을 만큼 오랫동안 진지를 유지했다. 또한, 17,000명의 프로이센 후위대는 워털루 전투에 참전할 수 있었을 33,000명의 프랑스군을 묶어 두었다. 따라서 프로이센에게 이 전투는 워털루에서의 결정적인 승리에 기여했기 때문에 전략적 성공이었다.

## 같이 보기
- 워털루 전역 전투 서열
- 나폴레옹 전쟁의 전투 목록

## 설명 각주
1. 1 2  전투 서열에 주어진 부대 병력 수치는 우아브르 전투에 정확하지 않으며, 전장의 혼란과 "전쟁의 안개"의 불가피한 영향을 고려할 때 그러한 군사 행동에 대해 불가능할 정도로 정확하다. 양군은 리니 전투에 참전하여 사상자를 냈으며, 프로이센군 중 약 8,000명이 리니에서 퇴각하는 동안 낙오되었다. 또한 다른 이유로 전투에 참여하지 않은 병력도 있었지만, 전역이 막 시작되었기 때문에 나폴레옹 전쟁 동안 야전군에 흔히 발생했던 질병으로 인한 통상적인 병력 소모는 거의 없었다.
2. ↑  실제로 워털루로 행군한 프로이센군은 제1, 제2, 제4군단으로 구성되었다. 틸만의 제3군단은 우아브르에서 그루시와 대치한 병력이었다.
3. ↑  북위 50° 39′ 39″ 동경 4° 34′ 00″ / 북위 50.66077°  동경 4.56664°  무스티는 시보르네에게 "무스티에"라고 불린다.[12]
4. ↑  북위 50° 41′ 48″ 동경 4° 35′ 08″ / 북위 50.69680°  동경 4.58566° : 비르주 제분소는 현재 "Rue du Moulin à Eau 11, 1300 Wavre, Belgium" (우아브르 시내 중심부 남서쪽)에 위치해 있었다.
5. ↑  북위 50° 43′ 46″ 동경 4° 35′ 46″ / 북위 50.72943°  동경 4.59624°  (우아브르 북쪽 2 킬로미터 (1.2 mi)). 시보르네와 페라리스 지도(Kaart van Ferraris)는 이곳을 "라 바베트"라고 부른다.[15][16]
6. ↑  북위 50° 41′ 47″ 동경 4° 31′ 45″ / 북위 50.69649°  동경 4.52913°  프로몽은 Rixensart 남쪽에 위치한 작은 마을로, Profondsart([[:fr:{{{3}}}|프랑스어판]])까지 가는 길의 약 1/3 지점에 있었다.[15][14]
7. ↑  명판의 문구는 다음과 같이 번역된다: "1815년 4월 24일에 창설된 제2외국인연대(스위스)의 STOFFEL 대대 병사들에게 헌정. 프랑스군 제3군단(북부군) 제10사단에 편입되어 벨기에 전역에 참전했으며, 1815년 6월 18일 일요일 저녁, 우아브르에서 두 차례 그리스도 다리를 탈취하는 동안 전멸했다."
8. ↑  명판의 문구는 다음과 같이 번역된다: "1815년 6월 18일, 프랑스 포병은 우아브르에 참호화된 프로이센군을 포격했다. 희생자들에게 경의를 표한다. 대포알 하나가 아직 교회 기둥 중 하나에 박혀 있다."

## 참고 문헌
- Bodart, Gaston (1908). 《Militär-historisches Kriegs-Lexikon (1618-1905)》. 2021년 6월 11일에 확인함.
- Buttery, David (2013). 〈Chapter 7: The Battle of Wavre〉. 《Waterloo Battlefield Guide》. Pen and Sword. ISBN 978-1781591215.
- Chandler, David (1999) [First published 1993], 《Dictionary of the Napoleonic Wars》, Ware, UK: Wordsworth Editions, ISBN 978-1-84022-203-6
- Dawson, Paul Lindsay (2011). 《Dragoons of the Guard: 1806-1830》 (영어). Association Britannique de la Garde Imperiale. 162쪽. ISBN 978-1447502531.
- Ferraris, Joseph de (1777), 〈'Braine la Leud' #78 'Wavre - Wavre' #95; 'Cour St. Etienne' #96; 'Gembloux - Gembloux' #97; 'Perwez le Marchez - Perwez' #114; and 'Namur' #116〉, 《Kabinetskaart der Oostenrijkse Nederlanden et het Prinsbisdom Luik ('Kaart van Ferraris')》 [Cabinet map of the Austrian Netherlands and the Principality of Liège (also known as 'the Ferraris Map')]
- Hofschröer, Peter (1999), 《1815 The Waterloo Campaign, The German Victory》 2, London: Greenhill Books, ISBN 1-85367-368-4
- Kelly, Hyde (1905), 《The battle of Wavre and Grouchy's retreat; a study of an obscure part of the Waterloo campaign》, London: 존 머레이
- Roberts, Andrew (2005), 《Waterloo, June 18, 1815: The Battle for Modern Europe》, 하퍼콜린스, ISBN 978-0-06-008866-8
- Siborne, William (1848), 《The Waterloo Campaign, 1815》 4판, Westminster: A. Constable

## 추가 자료
- French Order of Battle (프랑스어)
- Prussian Order of Battle (독일어)
- French Order-of-Battle at Wavre: 18 June 1815 by Stephen Millar
- Carl von Clausewitz's analysis of the Waterloo campaign, which includes a rather detached discussion of events at Wavre that had been, for him personally, rather harrowing, can be found in Carl von Clausewitz and Arthur Wellesley, first Duke of Wellington, On Waterloo: Clausewitz, Wellington, and the Campaign of 1815, ed./trans. Christopher Bassford, Daniel Moran, and Gregory W. Pedlow (Clausewitz.com, 2010).